# Proterospastis abscisa
Proterospastis abscisa är en fjärilsart som beskrevs av László Anthony Gozmány. Proterospastis abscisa ingår i släktet Proterospastis och familjen äkta malar. Inga underarter finns listade i Catalogue of Life.